# Introduction et rondo capriccioso
Introduction et rondo capriccioso en la menor (Introducció i rondó capriciós), op. 28, és una obra per a violí i orquestra escrit el 1863 per Camille Saint-Saëns per al violinista Pablo Sarasate. Des de la seva creació és una de les obres més populars de Saint-Saëns. L'obra dura aproximadament 9 minuts.

## Història
Camille Saint-Saëns, igual que molts altres compositors romàntics francesos, com ara Édouard Lalo i Georges Bizet, va tenir un gran interès en la música espanyola. Aquest estil pot observar-se en les seves composicions per a violí Havanaise op. 83 i la Introduction et rondo capriccioso. El 1859, el prodigi del violí Pablo Sarasate, de 15 anys, va demanar a Saint-Saëns que compongués un concert per a violí i orquestra. Afalagat, Saint-Saëns va compondre el Concert per a violí núm. 1, en la major. Quatre anys més tard, el 1863, Saint-Saëns va compondre una altra obra per Sarasate: Introduction et rondo capriccioso per a violí i piano. L'estrena d'aquesta peça de la mà de Sarasate va tenir lloc el 4 d'abril de 1867.